# Gurh
Gurh (o Goorha) è una suddivisione dell'India, classificata come nagar panchayat, di 12.445 abitanti, situata nel distretto di Rewa, nello stato federato del Madhya Pradesh. In base al numero di abitanti la città rientra nella classe IV (da 10.000 a 19.999 persone).

## Geografia fisica
La città è situata a 24° 31' 0 N e 81° 31' 0 E e ha un'altitudine di 304 m s.l.m..

## Società

### Evoluzione demografica
Al censimento del 2001 la popolazione di Gurh assommava a 12.445 persone, delle quali 6.423 maschi e 6.022 femmine. I bambini di età inferiore o uguale ai sei anni assommavano a 2.094, dei quali 1.055 maschi e 1.039 femmine. Infine, coloro che erano in grado di saper almeno leggere e scrivere erano 7.042, dei quali 4.433 maschi e 2.609 femmine.